# Висока пећ
Висока пећ је агрегат који се користи у металургији за производњу сировог гвожђа, које се пак даљом прерадом у конверторској челичани рафинише у челик.